# Zilverbrauwtangare
De zilverbrauwtangare (Tangara cyanotis) is een zangvogel uit de familie Thraupidae (tangaren).

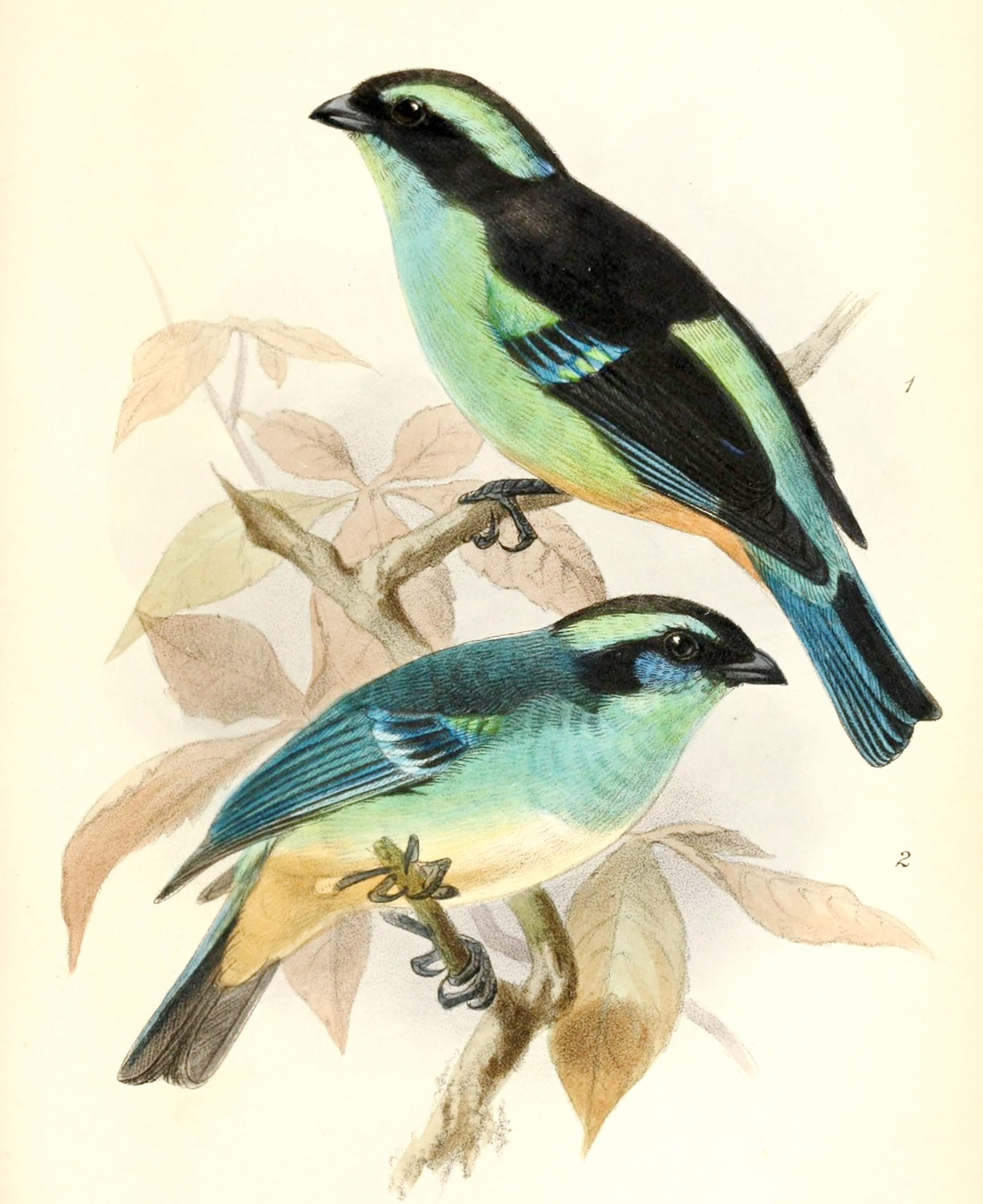

## Verspreiding en leefgebied
Deze soort telt 2 ondersoorten:
- T. c. lutleyi: Colombia, Ecuador en Peru.
- T. c. cyanotis: Bolivia.